# Real Madrid Club de Fútbol (rugby a 15)
Il Real Madrid Club de Fútbol fu la sezione di rugby a 15 dell'omonima polisportiva spagnola di Madrid.
Esistita tra il 1924 e il 1948, vinse nel 1934 la Coppa di Spagna, all'epoca valida come campionato nazionale spagnolo.

## Palmarès
- Campionati spagnoli: 1
1933-34